# Hygrophila acinos
Hygrophila acinos là một loài thực vật có hoa trong họ Ô rô. Loài này được Heine mô tả khoa học đầu tiên.